# Cankova
Cankova (madžarsko Vashidegkút, nemško Kaltenbrunn) je osrednje naselje Občine Cankova. V središču vasi je osnovna šola, cerkev svetega Jožefa z župnijo, poleg pa je park, kjer ob vodometu stoji spomenik v vasi rojenemu Avgustu Pavlu, prvemu prevajalcu slovenske književnosti v madžarščino. Večina prebivalstva živi polkmečko življenje na manjših kmetijah z dodatno zaposlitvijo v Murski Soboti ali bližnji Avstriji. Zahodno od vasi je nekdanji obmejni mejni prehod Cankova (avstrijsko naselje Bad Radkersburg je oddaljeno le nekaj kilometrov).

## Izvor krajevnega imena
Prvotno ime kraja Cankova ves vsebuje svojilni pridevnik od osebnega imena Canek, Cank z imenotvorno različico, Canjko, Cajnko, ki se ohranjajo kot priimki. To osebno ime je prevzeto iz nemškega Zank, kar je prvotno domnevno vzdevek preperljivemu človeku, izpeljan iz nemške besede zanken v pomenu- prepirati se.